# 豊田村 (富山県)
豊田村（とよたむら）は、かつて富山県上新川郡にあった村。

## 沿革
- 1889年（明治22年）4月1日 - 町村制の施行により、上新川郡豊田村、城川原村、犬島村、米田村、水落村、下冨居村、粟島村、広田上野新村及び広田牧村の区域をもって、上新川郡豊田村が発足する。
- 1908年（明治41年）11月6日 - 村内に北陸線（現・あいの風とやま鉄道線）の東岩瀬駅（現在の東富山駅）が開業[4]。
- 1930年（昭和5年） - この時点での戸数は253、人口は1,621人[5]。
- 1940年（昭和15年）9月1日 - 富山市に編入する。

## 村役場について
当初は広田上野新（現在の上野新町）に置かれたが、のちに豊田（現在の豊若町）に移された。しかし庁舎の老朽化と時代の趨勢により、1934年〔昭和9年〕2月、役場庁舎の建築について、さらに同年4月、役場庁舎の変更についてそれぞれ村議会の議決が行われた。新庁舎は、同年9月に竣工し、同年10月、豊田255 -2（現在の豊若町3-12-25）に移転した。

## 歴代村長
出典→
1. 赤祖父牛知（1889年5月 - 1893年5月）
2. 堀茂義（1893年5月 - 1897年5月）
3. 畠山伝太（1897年5月 - 不詳）
4. 阿波加由治郎（1907年7月 - 1911年7月）
5. 清水忠盛（1911年7月 - 1915年7月）
6. 畠山新吉（1919年8月 - 1920年3月）
7. 畠山久吾（1920年4月 - 1922年8月）
8. 清水忠盛（1922年8月 - 1930年8月）
9. 堀林太郎（1930年8月 - 1934年8月）
10. 白山仁栄（1934年10月 - 1938年10月）
11. 赤祖父牛松（1938年10月 - 1940年8月）